# Montreuil (Vendée)
 Montreuil  es una población y comuna francesa, en la región de Países del Loira, departamento de Vendée, en el distrito de Fontenay-le-Comte y cantón de Fontenay-le-Comte.

## Demografía
| 533 | 518 | 476 | 549 | 598 | 644 |
| Para los censos de 1962 a 1999 la población legal corresponde a la población sin duplicidades (Fuente: INSEE [Consultar]) |     |     |     |     |     |